# Phyllanthus asperulatus
Phyllanthus asperulatus är en emblikaväxtart som beskrevs av John Hutchinson. Phyllanthus asperulatus ingår i släktet Phyllanthus och familjen emblikaväxter. Inga underarter finns listade i Catalogue of Life.